# Oliver Webb
Oliver "Oli" James Webb (Mánchester, Reino Unido; 20 de marzo de 1991) es un piloto de automovilismo británico. Fue campeón de karting en 2004, ganador de la beca Fórmula BMW en 2007, competidor de Fórmula 3 en 2010, campeón de la European Le Mans Series en 2014, campeón de las 24 Horas de Dubái en 2015 y embajador de W Motors.

## Carrera deportiva

### Karting
Webb comenzó su carrera en karting a la edad de nueve años, con la ayuda del piloto del Campeonato Británico de Turismos Michael Bentwood. Webb ganó carreras en el circuito de karting Three Sisters en Wigan y finalmente ganó el campeonato Mini Max de ese circuito. Terminó cuarto en el Campeonato Junior Max 2005.

### T Cars
En 2005, Webb también compitió en los T Cars para el equipo Graham Hathaway Engineering. Esto lo compaginaba con su escuela y su carrera de karting. En 2005 corrió en el campeonato de otoño de la clase, terminando segundo detrás de Adrian Quaife-Hobbs. Terminó tercero en el campeonato principal en 2006, ganando tres carreras y una ronda fuera del campeonato en Brands Hatch. Estableció un récord de siete vueltas más rápidas esa temporada.

### Fórmula BMW
A finales de 2006, Webb pasó al programa de formación de la Fórmula BMW, donde los conductores tienen la oportunidad de recibir contribuciones financieras para su carrera deportiva y recibir lecciones de BMW Motorsport. Webb fue uno de los seis pilotos seleccionados para estas clases, que lo vieron competir en la Fórmula BMW Reino Unido en 2007 para el equipo Carlin Motorsport, con Henry Surtees como compañero de equipo. Terminó noveno en el campeonato a pesar de no subir al podio.

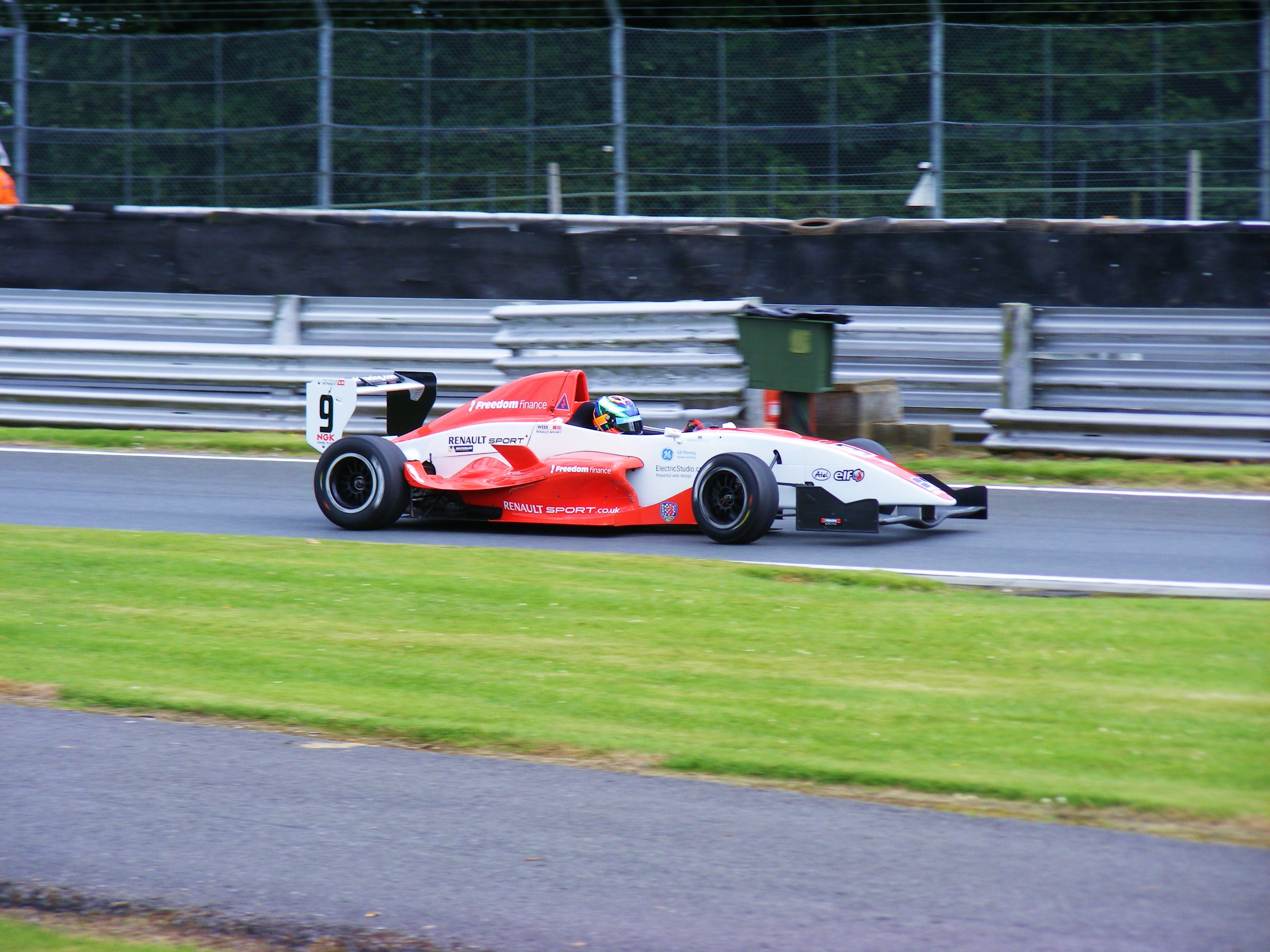
Webb durante la temporada 2008 de Fórmula Renault Reino Unido en Oulton Park.

### Fórmula Renault
En 2007, Webb también participó en la Fórmula Renault 2.0 Británica para Fortec Motorsport. Terminó decimoquinto en el campeonato de cuatro carreras, con su mejor resultado un undécimo en Croft. En 2008 pasó al campeonato principal, donde continuó pilotando con Fortec. Terminó todas las carreras en los puntos, y su mejor resultado fue el cuarto lugar en Silverstone, dejándolo octavo en el campeonato. Terminó tercero como novato, detrás de Dean Stoneman y James Calado.
Webb compitió en otros tres campeonatos de Fórmula Renault en 2008, la Copa de Europa del Norte de Fórmula Renault y los campeonatos de invierno de Fórmula Renault británico y portugués. En la Copa de Europa del Norte de Fórmula Renault terminó 27.º en el campeonato, en el campeonato británico de invierno terminó cuarto y en el campeonato portugués de invierno terminó segundo detrás de Calado.
En 2009, Webb regresó para una segunda temporada en BARC. Obtuvo dos victorias en Brands Hatch y Silverstone para terminar tercero en el campeonato. También debutó en la Eurocopa de Fórmula Renault en las pruebas de Barcelona y Le Mans.

### Fórmula 3
En 2010, Webb pasó a la Fórmula 3 en la Fórmula 3 Británica, conduciendo para Fortec. Terminó tercero en el campeonato con tres victorias, 14 podios y cuatro vueltas rápidas.

### Fórmula Renault 3.5 Series

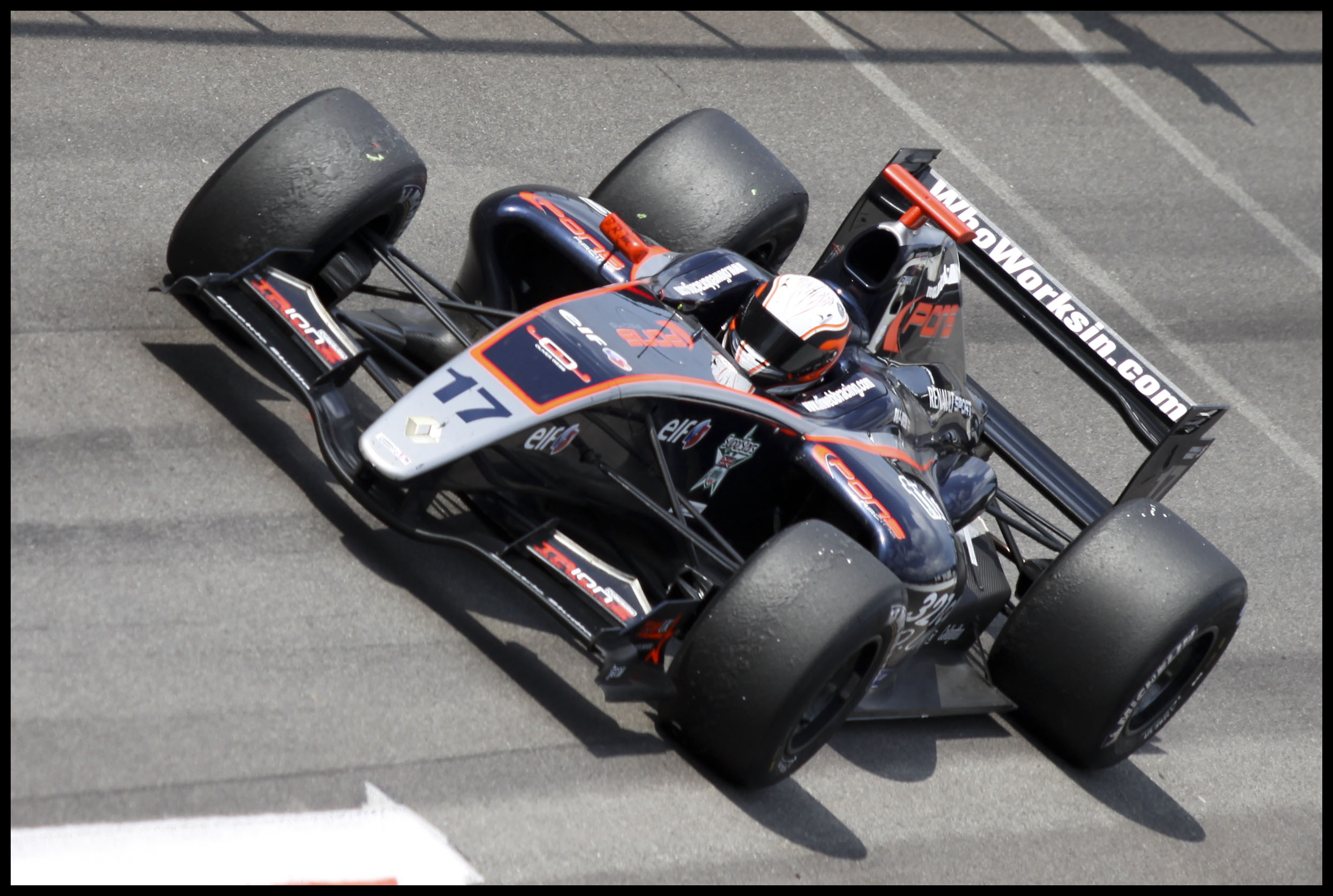
Webb en la Fórmula Renault 3.5 de 2011.

En 2011, Webb pasó a la Fórmula Renault 3.5, conduciendo para el equipo Pons Racing. Terminó 21.º en el campeonato con 17 puntos.
En 2013, Webb regresa al campeonato, conduciendo para Fortec Motorsport. Aquí tiene a Stoffel Vandoorne como compañero de equipo. Durante el año fue eclipsado por Vandoorne, que terminó segundo en el campeonato, mientras que su mejor resultado fue un decimoquinto con un cuarto puesto en el Autodromo Nazionale di Monza.
En 2014, regresó a su antiguo equipo Pons Racing para la apertura de la temporada en Monza, donde fue compañero de equipo de Meindert van Buuren.

### Indy Lights
Webb hizo su debut en Indy Lights en 2011 en las carreras en Edmonton para el equipo Jensen MotorSport. Terminó la primera carrera en tercer lugar y la segunda en quinto. También condujo para el equipo en Baltimore y en el Las Vegas Motor Speedway. Al final acabó decimoctavo en el campeonato con 104 puntos.
En 2012, Webb fichó por el equipo Sam Schmidt Motorsports para competir en Indy Lights durante la temporada completa. Terminó séptimo en el campeonato con 310 puntos, con un podio y la pole position en Belle Isle. Terminó tercero entre los novatos, detrás del campeón Tristan Vautier y Carlos Muñoz.